# QBE
QBE (англ. Query by Example, запрос по образцу) — способ создания запросов к базе данных с использованием образцов значений полей в виде текстовой строки. Реализации QBE преобразуют пользовательский ввод в формальный запрос к базе данных, что позволяет пользователю создавать сложные запросы без необходимости изучать более сложные языки запросов, такие как SQL.
Данный метод отбора данных впервые предложен Моше Злуфом (англ. Moshé M. Zloof), сотрудником исследовательского центра IBM в середине 1970-х годов.
Эксплуатационным преимуществом поиска QBE является отсутствие необходимости использовать специализированный язык запросов для формирования запроса, синтаксис которого может быть сложен и недоступен конечному пользователю. Пользователю выводится окно, в котором указаны все поля данных, встречающиеся в каждой записи данных; введение информации в конкретное поисковое поле ограничит поиск совпадением (полным или частичным, в зависимости от договорённости реализации) по данному полю. Проверка условий осуществляется только по заполненным условиям на поля, а поля, условия на которые указаны не будут, могут соответствовать чему угодно. Многие практические реализации QBE допускают также не только конъюнктивное соединение условий в заполненных полях, но и другие варианты соединения условий (например, дизъюнкцию, отрицание, существование или несуществование связанных записей и другие).